# アレックス・シュロピー
アレックス・シュロピー (Alex Schlopy、1992年7月25日 - ）は、アメリカ合衆国のフリースキーヤー。Winter X Gamesのスキービッグエア種目で1つのゴールドメダル。Winter Dew Tourのスロープスタイル種目で1つのゴールドメダル、1つのブロンズメダル。FIS Freestyle World Ski Championshipsのスロープスタイル種目で1つのゴールドメダルを獲得。

## 生い立ち
母親のHolly FlandersはFISアルペンスキーワールドカップで3回優勝。父親の Todd SchlopyはBuffalo Billsに所属していたNFL の選手。父の従弟であるErik Schlopyはアルペンスキーヤーとしてオリンピックに3回出場。 

## スポンサー
Nordica・オークリー・Giro・モンスターエナジー・Park City Mountain Resort・Soul Poles